# Popgruevo
Popgruevo (Попгруево no alfabeto cirílico) é uma aldeia do município de Tervel, na província de Dobrich, no nordeste da Bulgária. Em 2007, possuía uma população de 688 habitantes e uma área de 17,971 km², localizando-se a 357 quilômetros de Sófia, capital da Bulgária. Encontra-se na faixa de 200 a 300 metros acima do nível do mar.